# AMC+
AMC+ es un servicio de streaming de vídeo bajo demanda estadounidense propiedad de AMC Networks que se lanzó en junio de 2020. El servicio es un paquete premium que incluye las transmisiones en directo y las bibliotecas de programas de las cadenas de televisión y las marcas de streaming de la compañía junto con sus propios contenidos exclusivos.

## Historia
AMC+ se lanzó por primera vez en junio de 2020 para los clientes de Xfinity, e incluyó contenidos que antes eran exclusivos para los suscriptores del canal de cable AMC a través de su app TV Everywhere AMC Premiere. El 1 de octubre de 2020, AMC+ se lanzó en los canales de Amazon Prime Video y los canales de Apple TV, y estuvo disponible para los clientes de Dish Network y Sling TV.
La antigua directora ejecutiva de BBC America, Courtney Thomasma, fue nombrada directora general de AMC+ el 8 de abril de 2021. Thomasma depende de Miguel Penella, presidente de vídeo bajo demanda (SVOD) de AMC Networks.

## Contenido
AMC+ ofrece principalmente contenidos de AMC, BBC America, IFC, Sundance TV, Shudder, IFC Films Unlimited y Sundance Now. El servicio ofrece acceso anticipado a series originales (como la franquicia The Walking Dead de AMC), con nuevos episodios ofrecidos una semana antes de su estreno en la televisión por cable.
Además de estas producciones, la plataforma integra el contenido más característico de los últimos años emitido por los canales AMC España. En los próximos meses se estrenarán otras producciones como The Walking Dead: Origins, la danesa Trom o la francesa In Treatment. El reboot de Interview with the Vampire.

### Series exclusiva
- The Walking Dead
- Better Call Saul
- Gangs of London[nota 1]
- Spy City
- Cold Courage
- Too Close
- The Beast Must Die
- Ultra City Smiths
- The North Water[nota 2]
- Kin[nota 3]
- Ragdoll[nota 4]
- Anna
- Anne Boleyn
- Firebite[nota 5]
- La Fortuna[nota 6]
- That Dirty Black Bag
- This Is Going to Hurt[nota 7]

### Películas exclusivas
- Archenemy
- Apex
- No Man of God
- Prisoners of the Ghostland[nota 8]
- South of Heaven
- Silent Night
- Warning
- Survive the Game
- The Tax Collector
- Dangerous
- Clean
- Catch the Fair One
- Dual[nota 9]
- A Banquet[nota 8]
- White Elephant[nota 9][6]

### Canales en España
| Logo | Canal                                                            | Inicio de transmisiones           |
| ---- | ---------------------------------------------------------------- | --------------------------------- |
|      | AMC Cine y series.                                               | 4 de noviembre de 2014 (10 años)  |
|      | AMC Break Telerrealidad.                                         | 18 de abril de 2018 (7 años)      |
|      | AMC Crime Documentales y reportajes relacionados con crímenes.   | 1 de febrero de 2011 (14 años)    |
|      | Canal Historia Documentales.                                     | 5 de diciembre de 1998 (26 años)  |
|      | Canal Hollywood Cine.                                            | 20 de diciembre de 1993 (31 años) |
|      | VinTV estilo vintage que emite series de los años 1970, 80 y 90. | 1 de julio de 2025 (0 años)       |
|      | Canal Cocina Cocina y gastronomía.                               | 1 de abril de 1998 (27 años)      |
|      | Dark Cine de terror.                                             | 31 de octubre de 2016 (8 años)    |
|      | Decasa Estilo de vida.                                           | 1 de mayo de 2007 (18 años)       |
|      | Odisea Documentales.                                             | 1 de abril de 1996 (29 años)      |
|      | Selekt Generalista.                                              | 4 de febrero de 2021 (4 años)     |
|      | ¡Buen Viaje! Documentales de viajes y turismo.                   | 13 de abril de 2023 (2 años)      |
|      | Somos Cine español.                                              | 1 de noviembre de 2005 (19 años)  |
|      | Sundance TV Cine independiente y de autor.                       | 1 de junio de 2011 (14 años)      |
|      | XTRM Cine de acción.                                             | 8 de abril de 1999 (26 años)      |
|      | AMC+                                                             | 15 de junio de 2022 (3 años)      |
|      | Panet horror                                                     | 15 de junio de 2022 (3 años)      |
|      | Historia y actualidad                                            | 15 de junio de 2022 (3 años)      |
|      | El gourmet                                                       | 15 de junio de 2022 (3 años)      |
|      | Acorn TV                                                         | 15 de junio de 2022 (3 años)      |
|      | Sol Música                                                       | 22 de agosto de 2023 (1 años)     |
|      | Real Crime                                                       | 15 de junio de 2022 (3 años)      |

### Canales en Portugal
| Logo | Canal                                                                     | Inicio de transmisiones          |
| ---- | ------------------------------------------------------------------------- | -------------------------------- |
|      | AMC Cine y series.                                                        | 4 de noviembre de 2014 (10 años) |
|      | AMC Break Telerrealidad.                                                  | 19 de abril de 2022 (3 años)     |
|      | AMC Crime Documentales y reportajes relacionados con crímenes.            | 19 de abril de 2022 (3 años)     |
|      | Biggs Canal enfocado a un público adolescente. Joint venture con DREAMIA. | 1 de diciembre de 2009 (15 años) |
|      | Blast Canal temático de acción. Joint venture con DREAMIA.                | 31 de octubre de 2014 (10 años)  |
|      | Casa e Cozinha Lifestyle. Joint venture con DREAMIA.                      | 8 de abril de 2020 (5 años)      |
|      | Canal Panda (Portugal) Infantil. Joint venture con DREAMIA.               | 1 de abril de 1996 (29 años)     |
|      | Canal Historia Documentales.                                              | 1 de marzo de 1999 (26 años)     |
|      | Canal Hollywood Cine.                                                     | 16 de junio de 1995 (30 años)    |
|      | Odisseia Documentales.                                                    | 1 de abril de 1996 (29 años)     |
|      | Panda Kids Infantil de 6 a 9 años. Joint venture con DREAMIA.             | 1 de junio de 2021 (4 años)      |

## Disponibilidad y distribución
Inicialmente, AMC+ solo estaba disponible en Estados Unidos. El 23 de noviembre de 2020, AMC+ se lanzó en Roku. El 6 de abril de 2021, AMC+ estuvo disponible en  YouTube TV.
El servicio se lanzó en Canadá en Prime Video de Amazon y Apple TV en agosto de 2021, antes del estreno de la undécima temporada de The Walking Dead. Algunos contenidos del servicio no están disponibles debido a los diferentes derechos de programación.
El servicio se lanzó en Australia como un canal en Prime Video y Apple TV también en noviembre de 2021, que incluyen Acorn TV en el paquete.

### En España
El servicio fue lanzado en España el 15 de junio de 2022 en Vodafone TV, Orange TV, Jazztel TV y Amazon Prime Video. En todas ellas funciona como servicio adicional que puede contratarse de forma individual o paquetizado con otros contenidos.
Disponible a través de paquete AMC Selekt - AMC+ (en algunos operadores incluido y en otros pagando un extra, CABLE Y OTT: AMC Selekt están disponibles en Vodafone TV, Telecable, Euskaltel, R y Orange TV entre otros.), salvo Movistar +.